# Peter Bischoff
Franz Peter Bischoff (24 de marzo de 1904-1 de julio de 1976) fue un deportista alemán que compitió en vela en la clase Star. Fue hermano del también regatista Friedrich Bischoff.
Participó en los Juegos Olímpicos de Berlín 1936, obteniendo una medalla de oro en la clase Star. Ganó una medalla de oro en el Campeonato Europeo de Star de 1937.

## Palmarés internacional
| Juegos Olímpicos   | Juegos Olímpicos  | Juegos Olímpicos | Juegos Olímpicos |
| Año                | Lugar             | Medalla          | Clase            |
| ------------------ | ----------------- | ---------------- | ---------------- |
| 1936               | Berlín (Alemania) | Medalla de oro   | Star             |
| Campeonato Europeo |                   |                  |                  |
| Año                | Lugar             | Medalla          | Clase            |
| 1937               | ND                | Medalla de oro   | Star             |